# Џенива (Илиноис)
Џенива (енгл. Geneva) град је у америчкој савезној држави Илиноис. По попису становништва из 2010. у њему је живело 21.495 становника.

## Демографија
Према попису становништва из 2010. у граду је живело 21.495 становника, што је 1.980 (10,1%) становника више него 2000. године.
| Група             | 2000.          | 2010.          |
| Белци             | 18.436 (94,5%) | 19.651 (91,4%) |
| Афроамериканци    | 199 (1,0%)     | 109 (0,5%)     |
| Азијати           | 244 (1,3%)     | 472 (2,2%)     |
| Хиспаноамериканци | 541 (2,8%)     | 1.043 (4,9%)   |
| Укупно            | 19.515         | 21.495         |